# México (Metropolitano)
La estación México es una estación del Metropolitano en Lima. Está ubicada en la intersección de la vía expresa Paseo de la República con la avenida México, en el límite de los distritos de Lima y La Victoria. En sus alrededores se encuentra el Estadio Alejandro Villanueva.

## Características
Tiene cuatro plataformas para el embarque y desembarque de pasajeros, la entrada se ubica en el nivel superior junto al puente de la avenida sobre la vía expresa Paseo de la República. Cuenta con escaleras y ascensor (solo personas con movilidad reducida) para descender al primer nivel de la estación, además de máquinas y taquilla para la compra y recarga de tarjetas.

## Servicios
La estación es atendida por los siguientes servicios:
| Servicio troncal | Indicador | Lunes a viernes | Sábado        | Domingo       |
| ---------------- | --------- | --------------- | ------------- | ------------- |
| Regular          | Regular C | 05:00 - 23:00   | 05:00 - 23:00 | 05:00 - 22:00 |

## Conexiones
La Estación México tiene conexión con un servicio de los corredores complementarios.
| Corredores Complementarios | Corredores Complementarios           | Corredores Complementarios | Corredores Complementarios            | Corredores Complementarios                 |
| Servicio                   | Ruta                                 | Paradero más cercano       | Horario                               | Acceso desde la estación hacia el paradero |
| -------------------------- | ------------------------------------ | -------------------------- | ------------------------------------- | ------------------------------------------ |
| 405                        | La Capilla (Montenegro) - San Isidro | México (ambos sentidos)    | 05:30 - 23:00 (L-S) 06:00 - 23:30 (D) | Acceso norte y sur                         |